# ينغجة سادات
ينغجة سادات هي قرية في مقاطعة مرند، إيران. عدد سكان هذه القرية هو 26 في سنة 2006.